# 十二橋駅

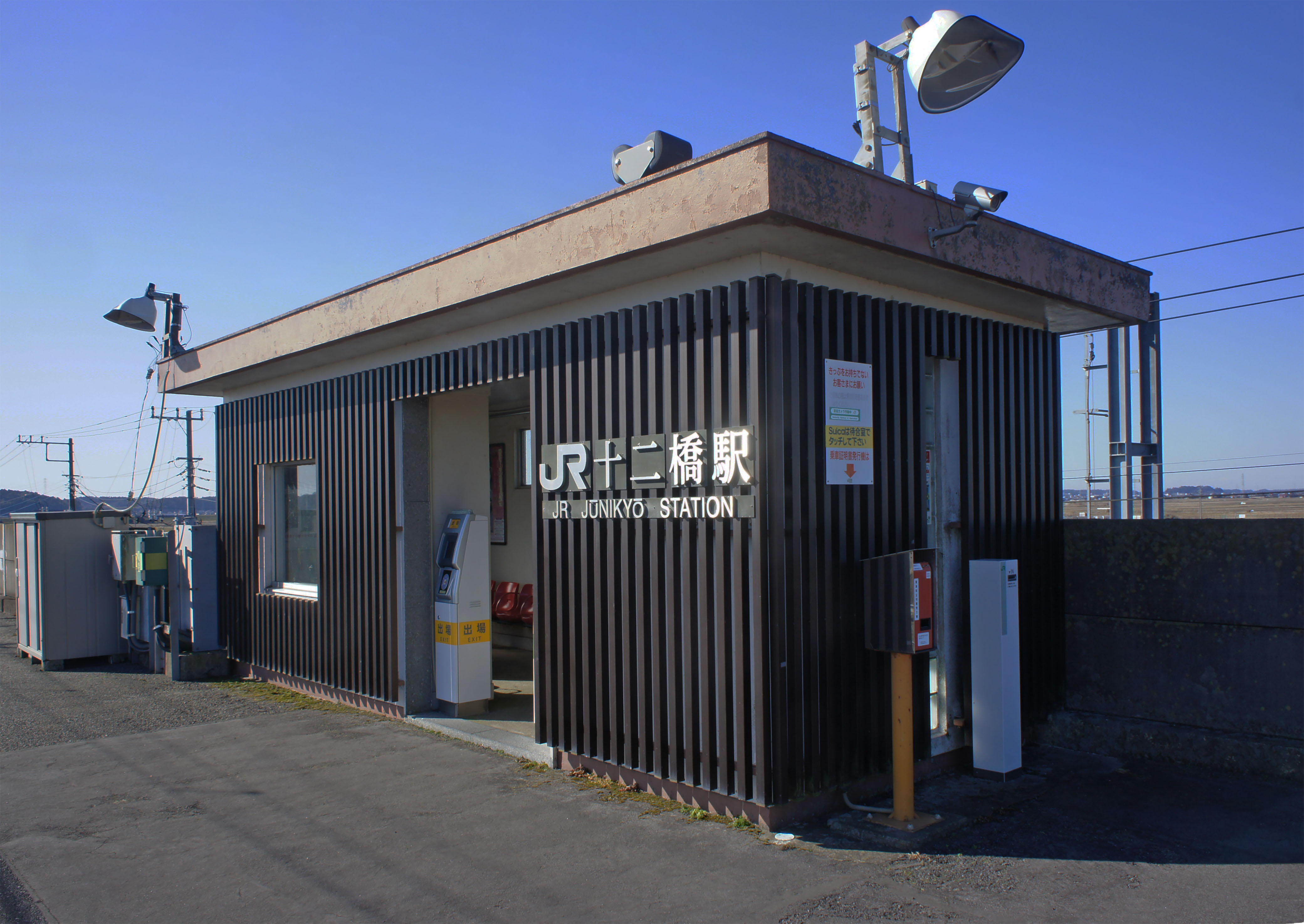
駅名看板と待合所（2022年2月）

十二橋駅（じゅうにきょうえき）は、千葉県香取市津宮（つのみや）にある、東日本旅客鉄道（JR東日本）鹿島線の駅である。
鹿島線内の中間駅では唯一千葉県内にある。

## 歴史
建設時の仮称は「与田浦」であった。

### 年表
- 1967年（昭和42年）4月：鹿島線建設工事開始[3]。
- 1968年（昭和43年）6月7日：佐原市長が国鉄関東支社長に対して、十六島に駅の設置を陳情[4]。
- 1970年（昭和45年）8月20日：日本国有鉄道の駅として開業[1]。旅客のみ取扱い。
- 1987年（昭和62年）4月1日：国鉄分割民営化に伴い、東日本旅客鉄道（JR東日本）の駅となる[1]。
- 2007年（平成19年）：待合室改築[5]。
- 2009年（平成21年）3月14日：東京近郊区間に組み込まれる[6]。
- 2020年（令和2年）3月14日：ICカード「Suica」の利用が可能となる[7][8]。

## 駅構造
高架線上に単式ホーム1面1線を有する高架駅である。ホームは嵩上げされていない。ホーム長は150mであり、6両編成までに対応する。佐原駅管理の無人駅で、駅舎はなくホーム上に待合室があるのみ。乗車駅証明書発行機、簡易Suica改札機が設置されている。香取駅 - 当駅間に利根川橋梁がある。長大な橋梁であり強風の影響を受けやすく、しばしば速度規制や運転中止になる。

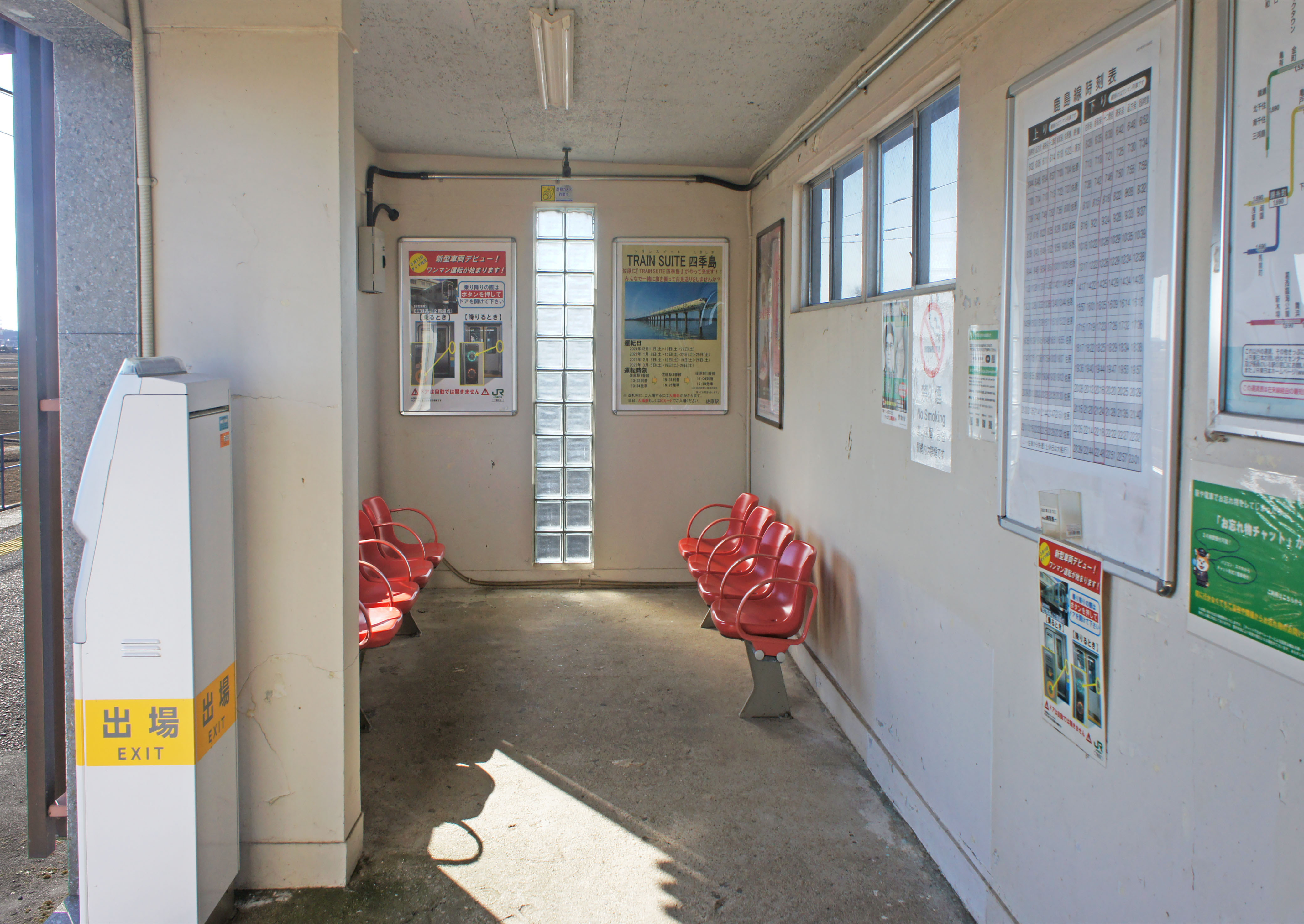
待合室内（2022年2月）
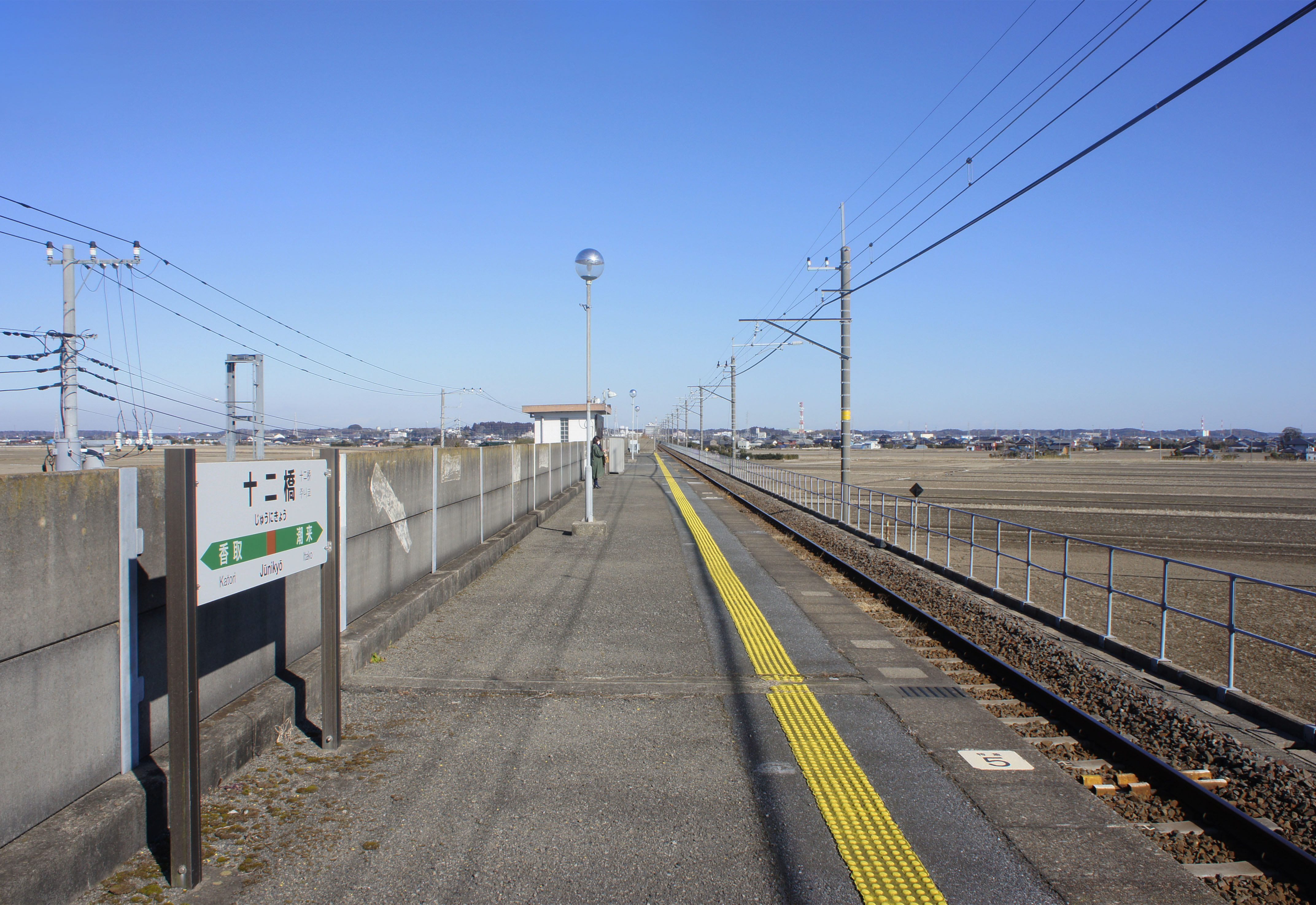
駅ホーム（2022年2月）

## 利用状況
2006年（平成18年）度の1日平均乗車人員は55人である。
千葉県統計年鑑によると、近年の1日平均乗車人員の推移は以下の通り。
| 年度               | 1日平均 乗車人員 | 出典     |
| ------------------ | ---------------- | -------- |
| 1990年（平成02年） | 105              | [ * 1 ]  |
| 1991年（平成03年） | 108              | [ * 2 ]  |
| 1992年（平成04年） | 109              | [ * 3 ]  |
| 1993年（平成05年） | 121              | [ * 4 ]  |
| 1994年（平成06年） | 133              | [ * 5 ]  |
| 1995年（平成07年） | 135              | [ * 6 ]  |
| 1996年（平成08年） | 115              | [ * 7 ]  |
| 1997年（平成09年） | 113              | [ * 8 ]  |
| 1998年（平成10年） | 115              | [ * 9 ]  |
| 1999年（平成11年） | 115              | [ * 10 ] |
| 2000年（平成12年） | 107              | [ * 11 ] |
| 2001年（平成13年） | 95               | [ * 12 ] |
| 2002年（平成14年） | 85               | [ * 13 ] |
| 2003年（平成15年） | 79               | [ * 14 ] |
| 2004年（平成16年） | 75               | [ * 15 ] |
| 2005年（平成17年） | 65               | [ * 16 ] |
| 2006年（平成18年） | 55               | [ * 17 ] |

## 駅周辺

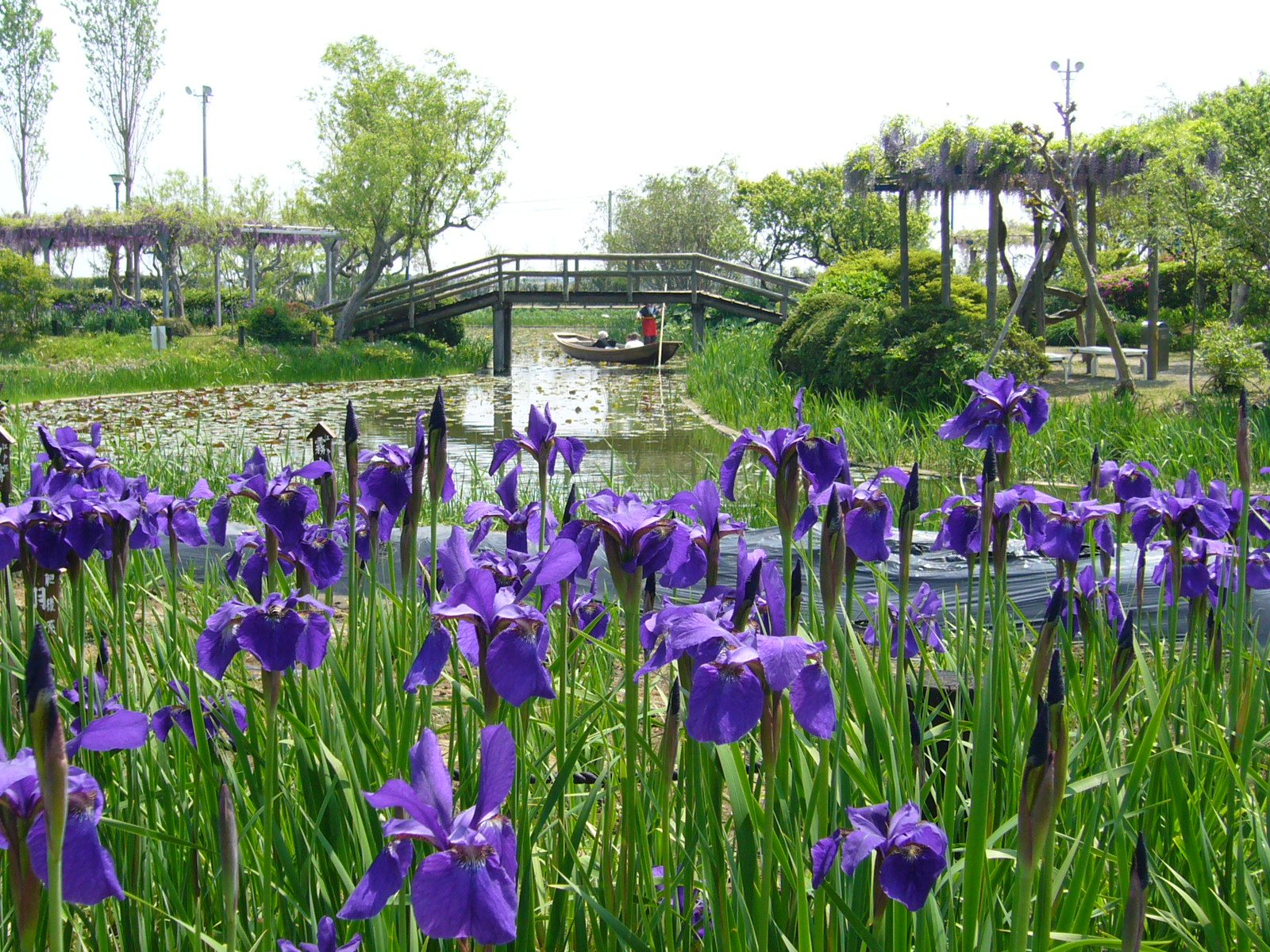
水郷佐原あやめパーク

駅前の駐車場内に香北（かほく）地区の土地改良事業の竣工記念碑がある。水郷地帯である駅付近は、1970年代まで道路はなく水路を利用した船による交通が行われていた。
2010年10月に駅前が整備され、駐車場と公衆トイレが改善された。
- 与田浦
- 加藤洲十二橋
- 香取広域市町村圏事務組合佐原消防署十六島出張所
- 水郷佐原あやめパーク
- 千葉県立中央博物館 大利根分館

## 隣の駅
東日本旅客鉄道（JR東日本）
■鹿島線
香取駅 - 十二橋駅 - 潮来駅

#### 利用状況に関する資料
1. ↑  千葉県統計年鑑 - 千葉県
2. ↑  香取市統計書 - 香取市

千葉県統計年鑑
1. ↑  千葉県統計年鑑（平成3年）
2. ↑  千葉県統計年鑑（平成4年）
3. ↑  千葉県統計年鑑（平成5年）
4. ↑  千葉県統計年鑑（平成6年）
5. ↑  千葉県統計年鑑（平成7年）
6. ↑  千葉県統計年鑑（平成8年）
7. ↑  千葉県統計年鑑（平成9年）
8. ↑  千葉県統計年鑑（平成10年）
9. ↑  千葉県統計年鑑（平成11年）
10. ↑  千葉県統計年鑑（平成12年）
11. ↑  千葉県統計年鑑（平成13年）
12. ↑  千葉県統計年鑑（平成14年）
13. ↑  千葉県統計年鑑（平成15年）
14. ↑  千葉県統計年鑑（平成16年）
15. ↑  千葉県統計年鑑（平成17年）
16. ↑  千葉県統計年鑑（平成18年）
17. ↑  千葉県統計年鑑（平成19年）